# Liste der Mitglieder der National Academy of Sciences/1993
Im Jahr 1993 wählte die National Academy of Sciences der Vereinigten Staaten 75 Personen zu ihren Mitgliedern.

## Neugewählte Mitglieder
- Yakir Aharonov
- Paul Ahlquist
- Bishnu S. Atal
- Bruce S. Baker (1945–2018)
- Ransom L. Baldwin (1935–2007)
- M. S. Bartlett (1910–2002)
- Denis Baylor (1940–2022)
- Malcolm R. Beasley
- Klaus Biemann (1926–2016)
- Elizabeth Blackburn
- Friedrich Hermann Busse
- Claude R. Canizares
- Charles P. Casey
- C. Thomas Caskey (1938–2022)
- John S. Chipman
- Steven Chu
- Adrienne Clarke
- John Cocke (1925–2002)
- Francis S. Collins
- R. James Cook
- Stephen H. Crandall (1920–2013)
- G. Brent Dalrymple
- Mark M. Davis
- Donald J. DePaolo
- Roland Dobrushin (1929–1995)
- Jacques Drèze (1929–2022)
- Alan Fersht
- Avner Friedman
- Henry G. Friesen (1934–2025)
- David L. Garbers (1944–2006)
- Jerry P. Gollub (1944–2019)
- Gene H. Golub (1932–2007)
- Jack Gorski (1931–2006)
- Christine Guthrie (1945–2022)
- Ed Harlow
- Wayne A. Hendrickson
- Peter M. Howley
- John P. Huchra (1948–2010)
- Shinya Inoué (1921–2019)
- Richard D. Klausner
- Nancy Kleckner
- Roger D. Kornberg
- Sydney Kustu (1943–2014)
- William Labov (1927–2024)
- Robert P. Langlands
- Sharon R. Long
- Eleanor E. Maccoby (1917–2018)
- Ho-kwang Mao
- Tobin J. Marks
- Richard D. McKelvey (1944–2002)
- Robert C. Merton
- Paul L. Modrich
- Mario J. Molina (1943–2020)
- Joseph E. Murray (1919–2012)
- Alexandra Navrotsky
- Robert M. Netting (1934–1995)
- Marina Ratner (1938–2017)
- T. Maurice Rice
- James E. Rothman
- Bert Sakmann
- Jose Sarukhan
- Mikio Sato (1928–2023)
- Peter G. Schultz
- Neil J. Smelser (1930–2017)
- Nikolai Sobolev (1935–2022)
- Larry R. Squire
- Charles J. Stone (1936–2019)
- Richard E. Taylor (1929–2018)
- Maury Tigner
- Olke C. Uhlenbeck
- Aree Valyasevi
- George F. Vande Woude (1935–2021)
- George C. Williams (1926–2010)
- Shing-Tung Yau
- Johannes van Rood (1926–2017)